# Jörg Syrlin
Jörg Syrlin, àlies El Vell (Ulm, Alemanya, 1425 - 1491) va ser un escultor alemany.
Escultor del gòtic tardà, denota la influència de Claus Sluter per mitjà del seu deixeble Nicolaus Gerhaert, nascut a Leiden. Especialitzat en l'escultura de fusta, és autor del Cadirat del cor de la catedral d'Ulm (1469-1475).
Les seves obres són d'una gran qualitat decorativa, evident en els nombrosos busts de tota mena de personatges: profetes, màrtirs, filòsofs, sibil·les, apòstols, etc.
El seu fill, Jörg Syrlin, anomenat El Jove (Ulm 1455 — 1521), treballà la fusta seguint la tradició familiar. És autor de nombrosos retaules esculpits i policromats de mobiliari religiós com ara el Cadirat del cor del Monestir de Blaubeuren.